# Сай-Боднар Сергій Іванович
 Сергі́й Іва́нович Сай-Бо́днар (нар. 24 вересня 1964, c. Каришків Барського району Вінницької області) — український журналіст. Заслужений журналіст України.

## Життєпис
Народився в багатодітній селянській сім'ї. Вищу освіту здобув на факультеті журналістики Київського державного університету імені Тараса Шевченка (1981—1986).
Працював кореспондентом, відповідальним секретарем, заступником редактора в обласній молодіжній газеті «Комсомольське плем'я» (08.1986 — 05.1989), згодом — інструктором, завідувачем сектору преси ЦК ЛКСМУ (05.1989 — 12.1991), відповідальним секретарем, редактором, заступником редактора газети «Україна молода» (12.1991 — 01.1997). У 1997—2008 роках обіймав посади директора радіокомпанії «Довіра» (Київ), комерційного директора «Газеты по-киевски», з лютого 2008-го — генеральний директор Інформаційно-видавничого центру Державної податкової адміністрації України. Згодом — комерційний директор УНІАН, завідувач пресцентру, потім головний редактор Головної редакції проведення пресзаходів та артпроєктів Українського національного інформаційного агентства «Укрінформ».

## Творчість
Друкувався переважно в українській періодиці. Тематика публікацій — економіка, політика, підприємництво тощо.
Співавтор книжки «Любов і муки Магди Хоманн» (К.: Академія, 2014), яку написав спільно зі своїм кузеном, журналістом-аматором з Німеччини Петером Хоманном. Видана одночасно й німецькою мовою (Die Liebe und die Leidenswege von Magda Homann / Serhii Say-Bodnar, Peter Homann). Авторів цієї публіцистично-документальної повісті про драматичну історію кохання німкені Магди Хоманн і українця, подолянина Олекси Кучинського відзначено Літературною премією імені Михайла Стельмаха журналу «Вінницький край» і Премією імені Івана Франка у галузі інформаційної діяльності.

Про цю книжку прихильно висловилися експерти, зокрема доктор історичних наук Володимир Сергійчук зазначив таке:
«Доля такої жінки як Магда Хоманн заслуговує на увагу видатних кіномитців. Ми сьогодні часто дивимось серіали — чи турецькі, чи аргентинські — і там дуже багато оповідається про життєві буденності. А доля Магди Хоманн — це доля, яка заслуговує на високе талановите перо та показ на кіноекрані. Доля цієї жінки в умовах української радянської дійсності — трагедія, яка має бути оспівана. І ця доля може бути порівняна з долею багатьох світових літературних героїв…»
Автор книжок: «Каришків. Я твій колосок» (К. : Академія, 2016) — про історичне минуле й сьогодення села Каришків Барського району на Вінниччині; «15 мінус 14. Детективна історія» (К. : Академія, 2018); «Зошит з історії Каришківської школи» (К. : Саміт-книга, 2023).

## Громадська діяльність
Член Національної спілки журналістів України (з 1988). Секретар Національної спілки журналістів України (2017—2020).

## Нагороди, відзнаки
- Почесне звання «Заслужений журналіст України» (1996)
- Почесна грамота Верховної Ради України (2019)
- Почесна відзнака «За заслуги перед Вінниччиною» (2023)[2]
- Літературна премія імені Михайла Стельмаха журналу «Вінницький край» (2014)
- Премія імені Івана Франка у галузі інформаційної діяльності (2015)[3].